# Rheotanytarsus
Rheotanytarsus is een muggengeslacht uit de familie van de Dansmuggen (Chironomidae).

## Soorten
- R. akrina (Roback, 1960)
- R. curtistylus (Goetghebuer, 1921)
- R. dactylophoreus Moubayed-Breil, Langton & Ashe, 2012
- R. distinctissima (Brundin, 1947)
- R. exiguus (Johannsen, 1905)
- R. guineensis (Kieffer, 1918)
- R. illiesi Siebert, 1979
- R. magnini Cloutier and Harper, 1986
- R. montanus Lehmann, 1979
- R. muscicola Thienemann, 1929
- R. nigricauda Fittkau, 1960
- R. pellucidus (Walker, 1848)
- R. pentapoda (Kieffer, 1909)
- R. photophilus (Goetghebuer, 1921)
- R. reissi Lehmann, 1970
- R. rhenanus Klink, 1983
- R. ringei Lehmann, 1970
- R. rioensis Langton & Armitage, 1995